# Reiben BE

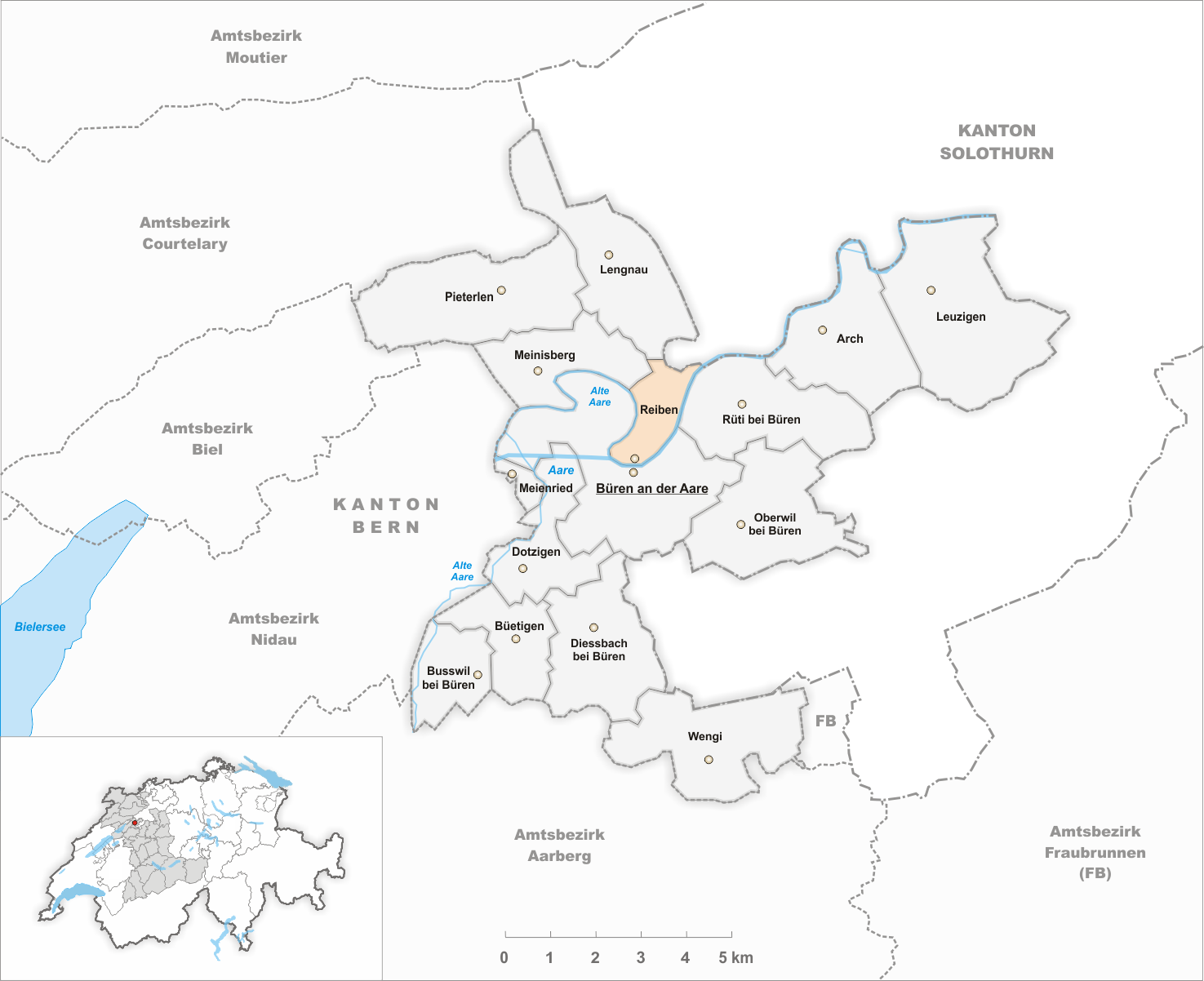
Gemeindestand vor der Fusion am 1. Januar 1911

Reiben ist eine Ortschaft der Gemeinde Büren an der Aare im Verwaltungskreis Seeland des Kantons Bern in der Schweiz. Am 1. Januar 1911 wurde die ehemalige Gemeinde zur Gemeinde Büren an der Aare fusioniert.